# Liste der Baudenkmale in Mönkebude
In der Liste der Baudenkmale in Mönkebude sind alle denkmalgeschützten Bauten der vorpommerschen Gemeinde Mönkebude und ihrer Ortsteile aufgelistet. Grundlage ist die Veröffentlichung der Denkmalliste des Kreises Uecker-Randow mit dem Stand vom 1. Februar 1996. 

## Baudenkmale nach Ortsteilen

### Mönkebude
| ID | Lage    | Bezeichnung      | Beschreibung | Bild           |
| -- | ------- | ---------------- | --- | -------------- |
|    | (Karte) | Kate             | |                |
|    | (Karte) | Bauernhaus       | |                |
|    | (Karte) | Wohnhaus         | |                |
|    | (Karte) | Wohnhaus         | |                |
|    | (Karte) | Friedhofskapelle | |                |
|    | (Karte) | Kirche           | Die Saalkirche entstand in den Jahren 1933 und 1934. In seinem Innern steht unter anderem ein kleines Altarkreuz, das H. Griese um 1960 bis 180 in Erfurt schuf. | Weitere Bilder |
|    | (Karte) | Kriegerdenkmal   | | Kriegerdenkmal |
|    | (Karte) | Kate             | |                |
|    | (Karte) | Wohnhaus         | |                |

## Quelle
- Bericht über die Erstellung der Denkmallisten sowie über die Verwaltungspraxis bei der Benachrichtigung der Eigentümer und Gemeinden sowie über die Handhabung von Änderungswünschen (Stand: Juni 1997)